# Clinotanypus sallesi
Clinotanypus sallesi är en tvåvingeart som beskrevs av Oliveira 1953. Clinotanypus sallesi ingår i släktet Clinotanypus och familjen fjädermyggor. Inga underarter finns listade i Catalogue of Life.